# Bourg-Madame
Bourg-Madame (la Guingueta d'Ix em catalão) é uma comunidade francesa, situada no departamento dos Pyrénées-Orientales, na região de Occitânia. 

Brasão de armas de Bourg-Madame.

## Geografia

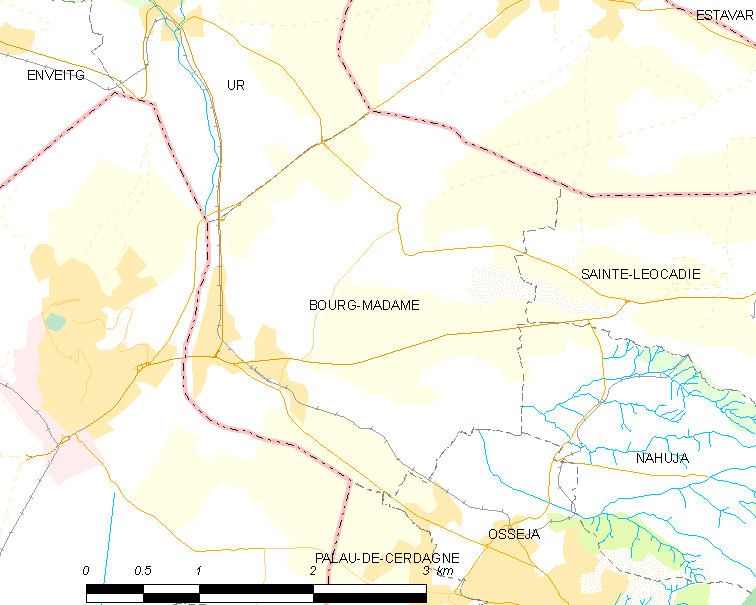
Mapa de Bourg-Madame

## Ligação externa
- Bourg-Madame sur le site de l'Institut géographique national
- L'Église Saint-Martin d'Hix, présentation historique et architecturale